# NGC 3221
NGC 3221 (również PGC 30358 lub UGC 5601) – galaktyka spiralna z poprzeczką (SBc), znajdująca się w gwiazdozbiorze Lwa. Odkrył ją Heinrich Louis d’Arrest 1 stycznia 1862 roku.
W galaktyce tej zaobserwowano supernową SN 1961L.